# Oberweisenborn
Oberweisenborn ist ein Ortsteil der Marktgemeinde Eiterfeld im osthessischen Landkreis Fulda.

## Geographische Lage
Der Ortsteil Oberweisenborn ist etwa dreieinhalb Kilometer vom Hauptort Eiterfeld entfernt und liegt nordöstlich davon im Quellgebiet der (südlichen) Solz in der Rhön.

## Geschichte
Die früheste erhalten gebliebene Erwähnung des Ortes in der Schreibweise Ober-Weisenborn beurkundet dessen Existenz seit dem Jahr 1336.

### Gebietsreform
Im Zuge der Gebietsreform in Hessen ergab sich eine Reihe freiwilliger Zusammenlegungen von Gemeinden, an denen sich auch die bis dahin selbständige Gemeinde Oberweisenborn beteiligte. Daraufhin beschloss die Landesregierung mit Wirkung vom 1. April 1972 die Eingliederung der Gemeinden Dittlofrod und Oberweisenborn im Landkreis Hünfeld in die Gemeinde Eiterfeld.
Für Oberweisenborn wurde, wie für alle ehemals eigenständigen Gemeinden von Eiterfeld, ein Ortsbezirk mit Ortsbeirat und Ortsvorsteher nach der Hessischen Gemeindeordnung gebildet.

### Bevölkerung
Einwohnerentwicklung
 Quelle: Historisches Ortslexikon
- 1510: 5 Viehhalter
- 1701: 2 Bauern, 6 Halbbauern und 3 Hüttner
- 1789: 10 Bauern und 3 Hüttner
- 1812: 14 Feuerstellen, 165 Seelen

| Oberweisenborn: Einwohnerzahlen von 1812 bis 2015 | Oberweisenborn: Einwohnerzahlen von 1812 bis 2015 | Oberweisenborn: Einwohnerzahlen von 1812 bis 2015 | Oberweisenborn: Einwohnerzahlen von 1812 bis 2015 | Oberweisenborn: Einwohnerzahlen von 1812 bis 2015 |
| --- | ------------------------------------------------- | ------------------------------------------------- | ------------------------------------------------- | ------------------------------------------------- |
| Jahr |                                                   |                                                   |                                                   | Einwohner                                         |
| 1812 | 1812                                              |                                                   | 165                                               | 165                                               |
| 1834 | 1834                                              |                                                   | 141                                               | 141                                               |
| 1840 | 1840                                              |                                                   | 154                                               | 154                                               |
| 1846 | 1846                                              |                                                   | 156                                               | 156                                               |
| 1852 | 1852                                              |                                                   | 131                                               | 131                                               |
| 1858 | 1858                                              |                                                   | 126                                               | 126                                               |
| 1864 | 1864                                              |                                                   | 119                                               | 119                                               |
| 1871 | 1871                                              |                                                   | 101                                               | 101                                               |
| 1875 | 1875                                              |                                                   | 124                                               | 124                                               |
| 1885 | 1885                                              |                                                   | 125                                               | 125                                               |
| 1895 | 1895                                              |                                                   | 111                                               | 111                                               |
| 1905 | 1905                                              |                                                   | 115                                               | 115                                               |
| 1910 | 1910                                              |                                                   | 114                                               | 114                                               |
| 1925 | 1925                                              |                                                   | 112                                               | 112                                               |
| 1939 | 1939                                              |                                                   | 110                                               | 110                                               |
| 1946 | 1946                                              |                                                   | 156                                               | 156                                               |
| 1950 | 1950                                              |                                                   | 148                                               | 148                                               |
| 1956 | 1956                                              |                                                   | 117                                               | 117                                               |
| 1961 | 1961                                              |                                                   | 121                                               | 121                                               |
| 1967 | 1967                                              |                                                   | 111                                               | 111                                               |
| 1970 | 1970                                              |                                                   | 111                                               | 111                                               |
| 1980 | 1980                                              |                                                   | ?                                                 | ?                                                 |
| 1990 | 1990                                              |                                                   | ?                                                 | ?                                                 |
| 2000 | 2000                                              |                                                   | 112                                               | 112                                               |
| 2005 | 2005                                              |                                                   | 111                                               | 111                                               |
| 2010 | 2010                                              |                                                   | 104                                               | 104                                               |
| 2011 | 2011                                              |                                                   | 105                                               | 105                                               |
| 2015 | 2015                                              |                                                   | 108                                               | 108                                               |
| Datenquelle: Historisches Gemeindeverzeichnis für Hessen: Die Bevölkerung der Gemeinden 1834 bis 1967. Wiesbaden: Hessisches Statistisches Landesamt, 1968. Weitere Quellen: ; Gemeinde Eiterfeld; Zensus 2011 |                                                   |                                                   |                                                   |                                                   |

Religionszugehörigkeit
 Quelle: Historisches Ortslexikon
| • 1885: | 6 evangelische (= 4,80 %),119 katholische (= 95,20 %) Einwohner   |
| • 1961: | 11 evangelische (= 9,09 %), 110 katholische (= 90,91 %) Einwohner |

## Verkehr
Oberweisenborn liegt knapp östlich der Landesstraße 3171 (zwischen Eiterfeld und Schenklengsfeld) und ist mit dieser durch die kurze Kreisstraße 157 als Stichstraße verbunden.